# Itamuri
Itamuri é um distrito do município brasileiro de Muriaé, no interior do estado de Minas Gerais. Segundo o censo demográfico de 2022, realizado pelo Instituto Brasileiro de Geografia e Estatística (IBGE), sua população era de 1 413 habitantes e havia 538 domicílios particulares permanentes ocupados. Possui área de 113,52 km² conforme a Fundação João Pinheiro (FJP).
De acordo com o IBGE, em 2010 a população era de 1 768 habitantes e havia 812 domicílios particulares.
Foi criado pela lei provincial nº 247 de 20 de julho de 1843. Inicialmente era chamado de Nossa Senhora da Glória. Foi renomeado para Itamuri pela lei estadual nº 981 de 17 de setembro de 1927.
O distrito é a terra natal do vice-presidente do Brasil José Alencar. Em 14 de maio de 2011, quase dois meses após a morte e cremação do político, suas cinzas foram colocadas em uma lápide ao lado do altar da Igreja Nossa Senhora da Glória, em Itamuri. A cerimônia ocorreu após uma missa celebrada naquele santuário, onde Alencar foi batizado e desejou, ainda em vida, que seus restos mortais ali jazessem.